# 不可能世界論
哲学的論理学において、不可能世界 (impossible world) の概念は、正規（通常）の可能世界を用いて適切に扱うことのできない特定の現象をモデル化するために用いられる。不可能世界 w は、それはある意味で"不可能"であることを除けば、（それが何であれ）可能世界と同種のものである。文脈によって、ある矛盾が w では真となること、論理学または形而上学の正規の規則が w では成立できないこと、またはその両方を意味する。
非正規世界 (non-normal world) と言うこともある。

## 応用

### 非正規様相論理
非正規世界はソール・クリプキによって1965年に導入された。これは、公理系Kよりも弱い様相論理、特に必然化規則規則 (necessitation rule) を棄却する様相論理に意味論を与える純粋な技術的手段として用いられた。以下、{\displaystyle \Box }は必然演算子である。
{\displaystyle \vdash A\Rightarrow \ \vdash \Box A}.
そのような論理学は典型的に"非正規"であると言及される。クリプキ意味論における様相論理の語彙の標準的な解釈の下では、各モデルにおいて{\displaystyle A}がすべての世界で成立する場合およびその場合に限り、{\displaystyle \vdash A}である。{\displaystyle A}がすべての世界で成立するが{\displaystyle \Box A}は成立しないモデルを構築するには、 (i) {\displaystyle \Box }を非標準的な方法で解釈する（{\displaystyle A}の真実をすべての到達可能 (accessible) な世界においてだけ考えるのではなく、到達不可能な世界を導入する）、または (ii) 妥当であるための条件を再解釈する必要がある。この後者の選択はクリプキが行った仕事である。正規なものとして世界の分類を選び出す、そしてあるモデルにおけるすべての正規世界で真であるべき妥当性を設定する。この方法により、{\displaystyle A}がすべての正規世界で真であるが、{\displaystyle \Box A}は真ではないモデルを構築することができる。われわれは、この{\displaystyle \Box A}が成立しない世界は正規ではない到達可能な世界を持つことを保障する必要があるだけである。このとき、{\displaystyle A}は成立しないことが可能である。それゆえ、 論理が真実であることに関わらず、われわれの今いる世界では{\displaystyle \Box A}が必然であることは成立しない。
これらの非正規世界は、 論理学に従って真であるものによってそれらが制約されていないという意味で不可能である。{\displaystyle \vdash A}という事実から、{\displaystyle A}が非正規世界で成立することにはならない。
世界の概念を持つ様相論理による言語の解釈についてのさらなる議論は、様相論理学およびクリプキ意味論の項目を参照のこと。

### カリーのパラドックスの回避
カリーのパラドックスは、"意味論的に閉じた (semantically closed) "（例えば、それらは自身の意味論を表現することができる）形式言語を開発することに興味のある論理学者にとって深刻な問題である。そのパラドックスは一見明らかな縮約の原理を頼りにしている：
{\displaystyle (A\rightarrow (A\rightarrow B))\rightarrow (A\rightarrow B)}.
縮約を無効にする意味論体系において非正規世界を利用する方法が存在する。さらに、これらの方法は非正規世界を"論理規則が成立しない"世界として構築することによって合理的かつ哲学的な正当化を与えることができる。

### 反必然的な言明
反必然的な言明 (counternecessary statement) は、先行条件節が単なる偽ではなく必然化である（または帰結節が必然的に真である）反事実条件節である。
これについて議論するため、以下の二つの事例を仮定する：
1. 直観主義は偽である。
2. 排中律は真である。
推定されるように、これらの言明はどちらも「その言明が真（偽）ならば、その言明は必然的に真（偽）である」という性質を持つ。
ここから、以下の二つの事例が仮定される：
1'. 直観主義はすべての可能世界で偽である。
2'. 排中律はすべての可能世界で真である。
ここで、以下の言明を考える。
3. もし直観主義が真ならば、排中律が成立する。
これは直感的に偽である。直観主義の基本的な教義の一つはまさに排中律が成立しないということである。この言明が次のように修正されることを考える：
3'. 直観主義が真であるすべての可能世界は排中律が成立する可能世界である。
これは (1') または (2') を与えると漠然と成立する。
ここで、可能世界に加えて不可能世界について考える。 (1') 直観主義が真である不可能世界が存在すること、および (2') 排中律が偽である不可能世界が存在することは互いに両立する。これは次の解釈を生む：
3*. 直観主義が真であるすべての（可能または不可能）世界は排中律が成立する（可能または不可能）世界である。
これは、直感的に直観主義が真であり排中律が成立しない不可能世界が存在するため、正当ではないようである。